# Konrad Dyrschka
Konrad Dyrschka (* 26. Oktober 1991 in Schkeuditz) ist ein deutscher Mixed-Martial-Arts-Kämpfer mit polnischen Wurzeln und ehemaliger Bundesliga-Ringer, der unter anderem in der EMC und KSW gekämpft hat.

## Leben
Konrad Dyrschka ist der Sohn von Luiza Szydlowska und Dieter Dyrschka. Bereits im Grundschulalter interessierte sich Dyrschka für Kampfsport und entdeckte das Ringen für sich. Im Alter von 14 Jahren war er Teil des erweiterten Bundesliga-Kaders. Nach seinem Schulabschluss begann er eine Lehre als Gastronom. In dieser Zeit verlor er die Motivation zu Ringen und orientierte sich zu Mixed-Martial-Arts um.
Im Jahr 2013 bestritt er einen ersten offiziellen Kampf im Ring in der Fight Night Merseburg, wo er seinen ersten Sieg gegen Felix Schmidt durch TKO verzeichnen konnte. Seinen darauf folgenden Kampf gegen Dimitri Semke verlor er jedoch durch Aufgabe. Seine ersten 3 Kämpfe bestritt er im Mittelgewicht.
Der Leipziger kämpfte in den folgenden Jahren bis 2019 primär in regionalen Ligen wie der Imperium Fighting Championship, der Magdeburger Cage 1 und in der La Familia Fight Night. Er war in dieser Zeit Mitglied des La Familia Fight Clubs in Halle.
Von 2018 bis 2020 kämpfte Dyrschka primär im Weltergewicht. 2020 trat er zum ersten Mal in der Elite MMA Championship an, welche vom UFD Gym organisiert wird. Der erste Kampf gegen Levan Chokheli endete in einem No Contest als Dyrschka nach Punkten in Führung lag. Seither bestieg er noch 3 mal das Octagon in der EMC und gewann sowohl gegen den Italiener Walter Pugliesi in der EMC 5 per Punktentscheidung als auch gegen Michael Rirsch in der EMC 6 durch TKO. Von 2014 bis 2020 war Dyrschka 11 Kämpfe lang ungeschlagen.
Im Mai 2021 erlangte Dyrschka zunehmend europäische Bekanntheit, als er in der KSW 59 Fight Code teilnahm und somit sein Debüt beim größten MMA Veranstalter Europas hatte. Diesem Kampf im Leichtgewicht verlor er gegen Lukasz Rajewski durch Punktentscheidung.
Dyrschka steht bei OKTAGON unter Vertrag und ist momentan Mitglied des UFD Gyms.
Im Dezember 2021 trat er erneut in Düsseldorf bei der EMC 8 an und konnte den Kampf gegen Fabiano Silva da Coceicao durch einstimmige Punktentscheidung gewinnen und blieb weiterhin in der EMC unbesiegt.

## MMA-Statistik

### Liste der Profikämpfe
| Ergebnis   | Rekord      | Gegner                                   | Datum             | Veranstaltung                                 | Methode                        | Runde | Zeit |
| ---------- | ----------- | ---------------------------------------- | ----------------- | --------------------------------------------- | ------------------------------ | ----- | ---- |
| Sieg       | 1-0         | Felix Schmidt                            | 5. Oktober 2013   | FNM 6 - Fight Night Merseburg                 | TKO (Schläge)                  | 1     | 0:00 |
| Niederlage | 1-1         | Dimitri „Dima“ Semke                     | 2. November 2013  | FTF - David vs. Goliath                       | Aufgabe (Rear-Naked Choke)     | 2     | 1:04 |
| Sieg       | 2-1         | Mathias Saewert                          | 4. April 2015     | IFC - Imperium Fighting Championship 2        | TKO (Schläge)                  | 1     | 4:40 |
| Sieg       | 3-1         | Andreas Gozutok                          | 9. Mai 2015       | LFFC - La Familia Fight Night 6               | Punktentscheidung (einstimmig) | 2     | 5:00 |
| Sieg       | 4-1         | Jean-Baptiste Leloup-Francesci           | 10. Oktober 2015  | IFC - Imperium Fighting Championship 3        | Aufgabe (Arm-Triangle Choke)   | 1     | 1:59 |
| Sieg       | 5-1         | Eugen Weber                              | 1. April 2017     | Magdeburger Cage 1 - MMA & Caged Muay Thai    | Punktentscheidung (einstimmig) | 3     | 5:00 |
| Sieg       | 6-1         | Veselin Dimitrov                         | 4. Februar 2018   | Ostdeutschland Kämpft - Bogucanin vs. Joketic | KO                             | 1     | 4:32 |
| Sieg       | 7-1         | Michal Merkulov                          | 16. Juni 2018     | UMMAC - Prenzlauer Fight Night                | TKO (Schläge)                  | 1     | 1:07 |
| Sieg       | 8-1         | Ivica Jakopic                            | 13. Oktober 2018  | VFN - Vogtländer Fightnight 2                 | KO                             | 1     | 2:10 |
| Sieg       | 9-1         | Rafal Blachuta                           | 4. Mai 2019       | LFFC 10 - La Familia Fight Night 10           | Punktentscheidung (einstimmig) | 3     | 5:00 |
| Sieg       | 10-1        | Dragan „Little Wonder“ Pesic             | 30. November 2019 | Dessau Boxnacht - Dessau Boxnacht 9           | TKO (Schläge)                  | 1     | 0:43 |
| No Contest | 10-1-0, 1NC | Levan Chokheli                           | 29. Februar 2020  | EMC 4 - Elite MMA Championship 4              | No Contest                     | 0     | 0:00 |
| Sieg       | 11-1-0, 1NC | Walter „Kraken“ Pugliesi                 | 5. September 2020 | EMC 5 - Elite MMA Championship 5              | Punktentscheidung (einstimmig) | 3     | 5:00 |
| Niederlage | 11-2-0, 1NC | Lukasz Rajewski                          | 20. März 2021     | KSW 59 - Fight Code                           | Punktentscheidung (einstimmig) | 3     | 5:00 |
| Sieg       | 12-2-0, 1NC | Michael Rirsch                           | 15. Mai 2021      | EMC 6 - Elite MMA Championship 6              | TKO (Aufgabe)                  | 2     | 5:00 |
| Sieg       | 13-2-0, 1NC | Fabiano „Jacarezinho“ Silva da Conceicao | 4. Dezember 2021  | EMC 8 - Elite MMA Championship 8              | Punktentscheidung (einstimmig) | 3     | 5:00 |
| Sieg       | 14-2-0, 1NC | Alex „Killer“ Quilez                     | 25. Juni 2022     | SLMMA - Super League MMA 3                    | TKO (Schläge)                  | 1     | 5:00 |
| Sieg       | 15-2-0, 1NC | Jan ´Siroký                              | 03. Dezember 2022 | OKTAGON 37 - Kozma vs. Brito                  | Punktentscheidung (einstimmig) | 3     | 5:00 |